# Arthur Cissé
Arthur Gue Cissé (29 dicembre 1996) è un velocista ivoriano.

## Record nazionali
Seniores
- 100 metri piani: 9"93 ( Leverkusen, 24 luglio 2019)[1]
- 200 metri piani: 20"23 ( Doha, 25 settembre 2020)

## Palmarès
| Anno | Manifestazione                    | Sede         | Evento      | Risultato  | Prestazione | Note  |
| ---- | --------------------------------- | ------------ | ----------- | ---------- | ----------- | ----- |
| 2014 | Campionati africani               | Marrakech    | 100 m piani | Semifinale | 10"86       |       |
| 2015 | Campionati africani U20           | Addis Abeba  | 100 m piani | Argento    | 10"63       |       |
| 2015 | Campionati africani U20           | Addis Abeba  | 200 m piani | 5º         | 21"92       |       |
| 2015 | Campionati africani U20           | Addis Abeba  | 4×100 m     | 4º         | 41"46       |       |
| 2015 | Giochi panafricani                | Brazzaville  | 100 m piani | Semifinale | 10"55       |       |
| 2015 | Giochi panafricani                | Brazzaville  | 4×100 m     | Oro        | 38"93       |       |
| 2016 | Campionati africani               | Durban       | 100 m piani | Semifinale | 10"49       |       |
| 2016 | Campionati africani               | Durban       | 4×100 m     | Argento    | 38"98       |       |
| 2017 | Giochi della solidarietà islamica | Baku         | 100 m piani | 5º         | 10"43       |       |
| 2017 | Giochi della solidarietà islamica | Baku         | 4×100 m     | Bronzo     | 39"82       |       |
| 2017 | Giochi della Francofonia          | Abidjan      | 100 m piani | Argento    | 10"34       | [ 2 ] |
| 2017 | Giochi della Francofonia          | Abidjan      | 200 m piani | Argento    | 20"93       |       |
| 2017 | Giochi della Francofonia          | Abidjan      | 4×100 m     | Oro        | 39"39       |       |
| 2018 | Mondiali indoor                   | Birmingham   | 60 m piani  | Semifinale | 6"59        |       |
| 2018 | Campionati africani               | Asaba        | 100 m piani | Argento    | 10"33       |       |
| 2018 | Campionati africani               | Asaba        | 4×100 m     | Bronzo     | 38"92       |       |
| 2019 | Giochi panafricani                | Rabat        | 100 m piani | Argento    | 9"97        |       |
| 2019 | Giochi panafricani                | Rabat        | 4×100 m     | 8º         | 39"97       | [ 3 ] |
| 2019 | Mondiali                          | Doha         | 100 m piani | Semifinale | 10"34       |       |
| 2021 | Giochi olimpici                   | Tokyo        | 100 m piani | Semifinale | 10"18       |       |
| 2022 | Mondiali indoor                   | Belgrado     | 60 m piani  | 8°         | 6"69        |       |
| 2022 | Campionati africani               | Saint-Pierre | 100 m piani | Semifinale | 10"30       |       |
| 2022 | Campionati africani               | Saint-Pierre | 200 m piani | Finale     | dns         |       |
| 2022 | Mondiali                          | Eugene       | 100 m piani | Semifinale | 10"16       |       |
| 2023 | Mondiali                          | Budapest     | 100 m piani | Batteria   | 11"58       |       |
| 2024 | Giochi panafricani                | Accra        | 4x100 m     | Batteria   | dnf         |       |
| 2024 | Campionati africani               | Douala       | 4x100 m     | Bronzo     | 39"77       |       |
| 2024 | Giochi olimpici                   | Parigi       | 100 m piani | Batteria   | 10"31       |       |
| 2025 | Mondiali indoor                   | Nanchino     | 60 m piani  | Semifinale | 6"67        |       |